# 丹尼爾·阿克塞爾羅
丹尼爾·艾薩克·阿克塞爾羅（Daniel Isaac Axelrod，1910年7月16日—1998年6月2日）為美國植物與古生態學家，研究領域專攻於第三紀美洲大陸科迪勒拉山系植物群的研究，尤其是從當地特定植物化石與氣候變遷之關聯的研究，這些研究成果在二十世紀時處於領導地位。